# Giáo dục khoa cử thời Mạc
Giáo dục khoa cử thời Mạc trong lịch sử Việt Nam phản ánh hệ thống trường học và chế độ khoa cử nước Đại Việt từ năm 1527 đến năm 1592 trong vùng nhà Mạc kiểm soát.

## Hệ thống trường học
Thừa kế nền giáo dục từ thời Lê sơ, nhà Mạc vẫn dùng Nho giáo làm tư tưởng chính thống trong việc thể chế hoá các chính sách cai trị và xây dựng bộ máy triều đình.
Quốc Tử Giám và nhà Thái học vẫn là trung tâm giáo dục lớn nhất cả nước. Qua các cuộc chiến xung đột cuối thời Lê, nhiều công trình kiến trúc ở Văn Miếu bị hư hại. Năm 1536, Mạc Thái Tông sai Mạc Đình Khoa tu sửa lại trường Quốc Tử Giám.
Năm 1537, thượng hoàng Mạc Thái Tổ đích thân đến nhà Thái học làm lễ tế Khổng Tử.
Tại các lộ trong nước tiếp tục duy trì các trường học như thời Lê sơ và các trường tư.